# 新右派
新右派（英語：New Right）與新左派都是一種社會運動，而新右派乃是相對於「老右派」而產生。其理論基礎以弗里德里希·哈耶克、佛利民的思想為基本。新右派與新保守主義相同的是他們的行動力、進取性和民眾主義的風格，新右派認為，公民不能完全控制政府，國家雖然希望將福利最大化，但由於國家也是參與者，基於自利心的原因，市場失靈不但不能矯正，反而有政府失靈的狀況產生。
新右派是保守主義思想的一支，它反對戰後國家干預的轉向，也抗拒實際上為左派的現代自由主義或其自稱為進步主義的社會價值。

## 新右派的發展
新右派在1970年代以後抬頭，乃是因為福利國家的弊病叢生，例如：赤字增加、財政負擔增加、經濟活力減少、政府機構增加......等等問題，且新右派的基本理念即為反對國家干預主義，福利國家正是難以避免國家干預主義問題的樣態。

## 新右派的派別

### 經濟派
經濟派包括新自由主義者查理斯·墨瑞（Charles Murray）、喬治·季爾德（George Gilder）、弗里德里希·哈耶克、羅伯特·諾齊克等人。其基本概念為「自由的社會需要自由的市場，國家的正當性來自可以創造與維持市場的運作。」本派的貢獻在於讓市場恢復理性，避談政治理想。
哈耶克並不排斥福利措施，但反對政府的強制手段，侵害了自由原則，造成其逐漸將人們推向奴役之路。另外他也反對國家過度的所得重分配，這會使個人的工作意願減少，也使經濟活力減少，他認為市場才是最有效的經濟機制。
弗里德曼對於所得重分配非常反感，因為在市場下的所得分配是公正的，也具有分散政治權力、促進公民自由、培養上進精神及原創力、提高勞動生產力等積極功能。所以，弗里德曼在經濟政策上主張恢复古典自由主义，在金融政策上，其認為應以「法則代替權威」，維持貨幣供給的成長率。

### 政治派
政治派包括考林（Maurice Cowling）、罗杰·斯克鲁顿等英國學者。他們的基本思想為同情自由市場，但是更關心道德與社群要素，創造一個有機的社會，讓現代人異化的恐懼消失。

## 影響
新右派與撒切尔主义和里根主义有密切關係。

## 日本新右翼
- 三岛由纪夫
- 鈴木邦男（日语：鈴木邦男）：評論家松本健一（日语：松本健一）就用｢新右翼｣来称呼鈴木邦男。

## 批判
政治學家让-弗朗索瓦·德罗莱在〈从批判到反动：新右翼、批判理论与国际关系〉一文中批判了新右派所持有的各種觀點，让-弗朗索瓦·德罗莱表示其認為新右派挪用了左派人士所持有的不少觀點，而且「從葛兰西那里汲取战略思想，从法兰克福派的成败中汲取教训，并且从后现代主义中选择主题，试图对当代全球秩序进行彻底的批判，并为旨在抵制和反对这种秩序的反霸权运动提供思想的和意识形态的基础」，這些特徵把新右派和法西斯主義等極右翼意識型態及匿名者Q等陰謀論團體區分開來，使得新右派不同於仅仅想要回到十九世纪民族主义的理想化图景中的舊右派，新右派作為現今激進右派的主導力量之一，其反對新自由主義，新右派「最想要的就是掌控全球化，并且建立一个替代性的秩序。在这个秩序中，资本主义蓬勃发展，但又植根于关于共享文明遗产的观念中，以及关于被继承的共同体及其传统的正统源头的神话中；在这个秩序中，西方被重新定义，以对抗全球伊斯兰（Global Islam）和全球南方（Global South）的文化和人口『威胁』」，因此让-弗朗索瓦·德罗莱呼籲左派人士反思為何批判性理論會被激進保守主義者用於實現其目標這一問題以尋求對策。